# Àrea metropolitana d'Hamburg
L'Àrea metropolitana d'Hamburg és una de les dotze àrees metropolitanes alemanyes, situada a l'entorn de l'estat d'Hamburg i la regió suburbana a Slesvig-Holstein i Baixa Saxònia. Compta amb uns 5,3 milions d'habitants.
L'àrea metropolitana compren l'estat d'Hamburg, els districtes de Baixa Saxònia Cuxhaven, Harburg, Lüchow-Dannenberg, Lüneburg, Rotenburg, Heidekreis, Stade i Uelzen i de Sleswig Holstein Herzogtum Lauenburg, Segeberg, Steinburg, Stormarn, Pinneberg i Dithmarschen.
El 1991, el senat de l'estat d'Hamburg i els governs de la Baixa Saxònia i de Slesvig-Holstein van decidir de col·laborar per a promoure la regió metropolitana d'Hamburg i de coordinar la planificació urbanística: urbanització, transports comuns, política aeroportuària, polígons industrials.
La ciutat de Lübeck i els districtes Ludwigslust i Parchim de Mecklemburg-Pomerània Occidental també cooperen, sense esdevenir membres formals.